# واله داغستانی
واله داغستانی علی‌قلی‌خان داغستانی، متخلّص به واله و معروف به شش انگشتی از شعرای قرن دوازدهم هجری قمری است.

## زندگی‌نامه
واله داغستانی به سال ۱۱۲۴ هـ.ق. در اصفهان ولادت یافت و در زمان شاه سلطان حسین صفوی متولّد شد و پس از دفع فتنهٔ محمود افغان از نزدیکان دربار شاه تهماسب دوم صفوی شد و چون نادرشاه افشار به سلطنت رسید وی برکنار شد و از غم فراق خدیجه سلطان، معشوقش که دختر عمویش بود به هندوستان مهاجرت کرد و در دربار محمد شاه هندی مقامی یافت و سرانجام به سال ۱۱۷۰ هـ.ق. در شاه جهان آباد هندوستان درگذشت. وی گذشته از دیوان اشعار فارسی و ترکی، تذکرهٔ ریاض الشعرا مشتمل بر شرح حال دو هزار و پانصد تن شاعران را نیز تألیف کرده‌است.